# Jef Braeckevelt
Joseph Braeckevelt, dit Jef Braeckevelt, né le 13 janvier 1943 à Tielt et mort le 26 février 2019 à Waregem, est un directeur sportif d'équipes cyclistes belge. Il a exercé cette fonction au sein d'équipes professionnelles de 1964 à 2011,.
En 2001, il a reçu le Vélo de cristal de directeur sportif de l'année, récompensant la bonne saison de l'équipe Lotto.